# Viti Do
Viti Do este un sat din comuna Budva, Muntenegru. Conform datelor de la recensământul din 2003, localitatea are 197 de locuitori (la recensământul din 1991 erau 147 de locuitori).

## Demografie
În satul Viti Do locuiesc 149 de persoane adulte, iar vârsta medie a populației este de 36,5 de ani (36,3 la bărbați și 36,7 la femei). În localitate sunt 67 de gospodării, iar numărul mediu de membri în gospodărie este de 2,94.
Populația localității este foarte eterogenă.
|  |

| Demografie | Demografie | Demografie |
| An         | Locuitori  | Locuitori  |
| ---------- | ---------- | ---------- |
|            |            |            |
|            |            |            |
|            |            |            |
|            |            |            |
| 1948       | 76         |            |
| 1953       | 85         |            |
| 1961       | 100        |            |
| 1971       | 116        |            |
| 1981       | 129        |            |
| 1991       | 147        | 138        |
| 2003       | 214        | 197        |

| \| Componența etnică conform recensământului din 2003[2] \| Componența etnică conform recensământului din 2003[2] \| Componența etnică conform recensământului din 2003[2] \| Componența etnică conform recensământului din 2003[2] \| Componența etnică conform recensământului din 2003[2] \| \| ----------------------------------------------------- \| ----------------------------------------------------- \| ----------------------------------------------------- \| ----------------------------------------------------- \| ----------------------------------------------------- \| \| \| \| \| \| \| \| Sârbi \| Sârbi \| \| 121 \| 61,42% \| \| Muntenegreni \| Muntenegreni \| \| 41 \| 20,81% \| \| Iugoslavi \| Iugoslavi \| \| 1 \| 0,5% \| \| necunoscută \| necunoscută \| \| 0 \| 0% \| |              |  |     |        |
| Componența etnică conform recensământului din 2003 |              |  |     |        |
| |              |  |     |        |
| Sârbi | Sârbi        |  | 121 | 61,42% |
| Muntenegreni | Muntenegreni |  | 41  | 20,81% |
| Iugoslavi | Iugoslavi    |  | 1   | 0,5%   |
| necunoscută | necunoscută  |  | 0   | 0%     |